# Holstein-fríz

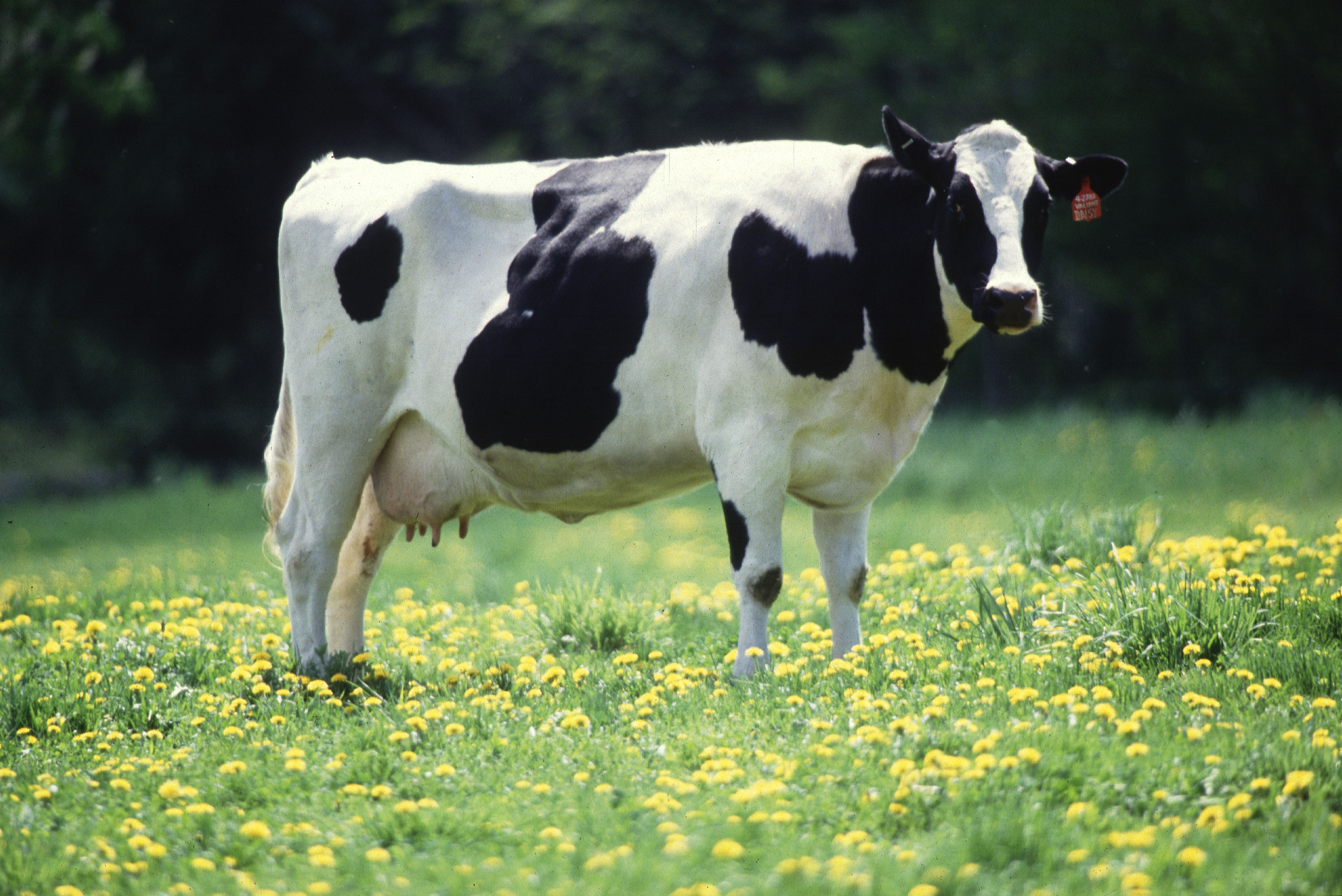
A Holstein-fríz

A Holstein-fríz a hollandiai Frízföld területéről származó tejelő típusú lapálymarha szelekciójával és párosításokkal, német gazdák tenyésztésével kialakult szarvasmarhafajta.
1621-ben szállították az első példányokat Észak-Amerikába, ahol a farmerek hamar rájöttek, hogy a fríz és holland tehenek kiváló tejtermelő képességgel rendelkeznek. Az amerikai gazdák egyoldalúan a tejtermelést részesítették előnyben, ezért ezen tulajdonságukat figyelembe véve tenyésztették tovább. Ezzel szemben az európai igényeknek megfelelően a kettős hasznosítás volt a fő szempont (hús és tejtermelés).
A tejtermelés mennyiségét jól mutatja két rekord is: Colorado államban 1988-ban született Raim Mark Jinx nevű tehén éves tejtermelése 27 473 kg tej (881 kg tejzsír, 3,2% zsírtartalom, 856 kg tejfehérje, 3,11% fehérjetartalom), valamint Breezewood Patsy Bar Pontiac 1012 kg-os éves tejzsír teljesítménye (21 546 kg tejben, 4,7%-os zsírtartalommal).